# Mór Kóczán

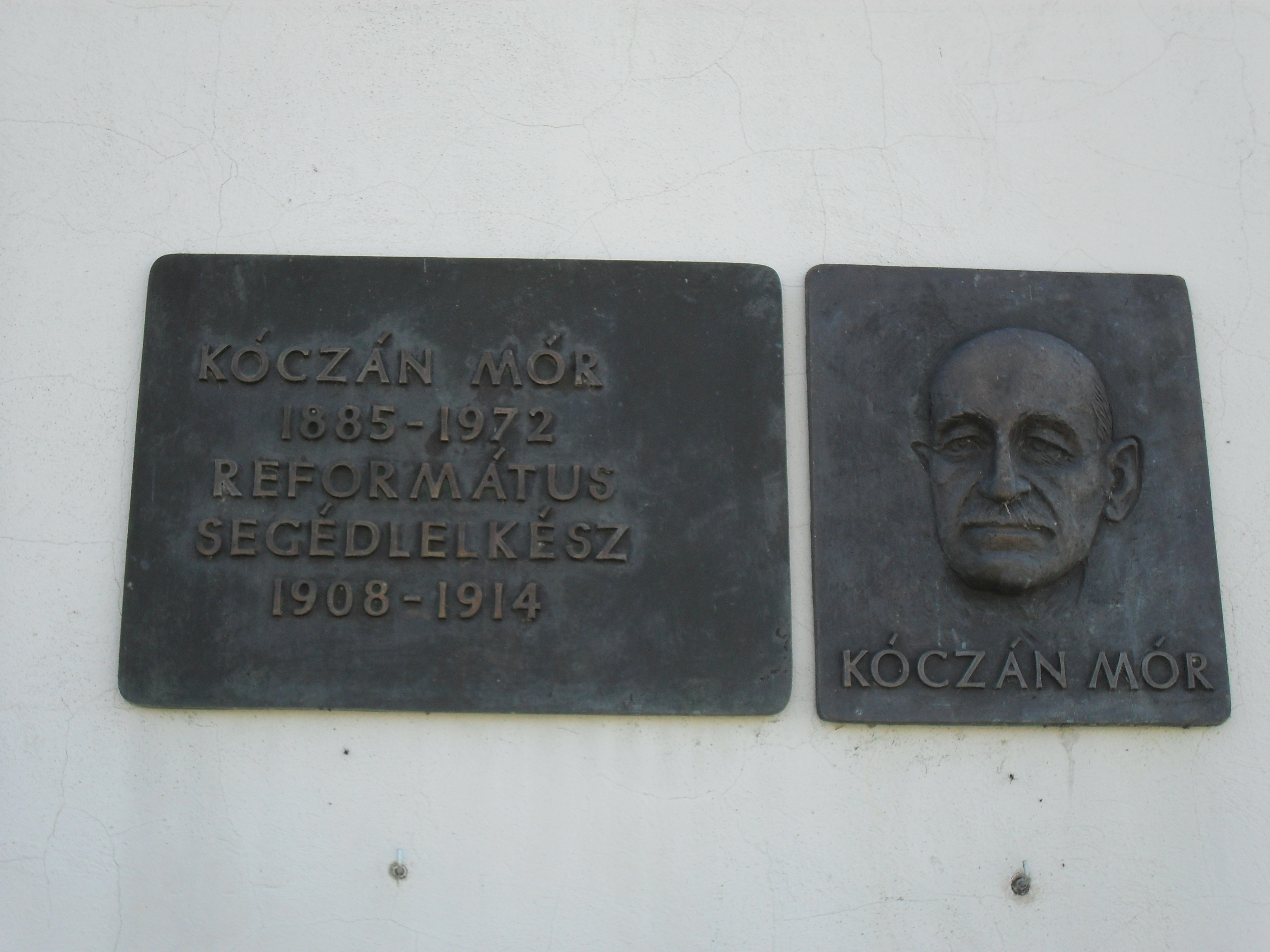
Gedenktafel

Mór Kóczán [ˈmoːr ˈkoːʦaːn] (* 8. Januar 1885 in Kocs, Komitat Komárom; † 30. Juli 1972 in Göd, Komitat Pest) war ein ungarischer Speerwerfer.
Bei den Olympischen Spielen 1912 in Stockholm ging er sowohl im ein- als auch im beidarmigen Speerwurf an den Start. Im einarmigen Werfen lag er nach der Qualifikation mit 54,99 m auf Platz drei. Im Finale konnte er sich zwar auf 55,50 m verbessern, blieb jedoch klar hinter dem Schweden Eric Lemming (Gold mit 60,64 m) und dem Finnen Julius Saaristo (Silber mit 58,66 m) und gewann Bronze.
Im beidarmigen Werfen scheiterte er. Nachdem er mit seinem besseren Wurfarm erneut auf eine Weite von über 55 m gekommen war, erzielte er mit dem schwächeren Arm lediglich 30,65 m und kam mit einer Gesamtweite von 86,39 m nur auf Platz 12.
An den Olympischen Spielen 1920 in Antwerpen konnte er nicht teilnehmen, da Ungarn aufgrund seiner Rolle im Ersten Weltkrieg nicht eingeladen worden war. Vier Jahre später bei den Spielen in Paris versuchte er es noch einmal – im Trikot der Tschechoslowakei. Die Zeit des inzwischen 39-Jährigen war jedoch abgelaufen: Mit 48,39 m platzierte er sich unter 29 Teilnehmern auf dem 23. Rang.
Fünfmal wurde er ungarischer Meister (1911–1914, 1918).